# سبايك روبنسون
سبايك روبنسون (بالإنجليزية: Spike Robinson)‏ هو عازف ساكسفون أمريكي، ولد في 16 يناير 1930 في كينوشا في الولايات المتحدة، وتوفي في 29 أكتوبر 2001 في Writtle ‏ في المملكة المتحدة.

## وصلات خارجية
- سبايك روبنسون على موقع ميوزك برينز (الإنجليزية)
- سبايك روبنسون على موقع ديسكوغز (الإنجليزية)